# Go, Dog. Go! (serie de televisión)
Go, Dog. Go! (Ve, perro. ¡Ve! en Hispanoamérica, ¡Corre, perro, corre! en España) es una serie de televisión animada por computadora basada en el libro infantil de 1961 del mismo nombre de Philip Dey Eastman. Es creado por Adam Peltzman, y una colaboración conjunta entre DreamWorks Animation Television y WildBrain Studios. La serie tuvo su lanzamiento en Netflix el 26 de enero de 2021.
Una segunda temporada fue lanzada el 7 de diciembre de 2021. Una tercera temporada fue lanzada el 19 de septiembre de 2022. Una cuarta temporada fue lanzada el 27 de noviembre de 2023.

## Premisa
Go, Dog. Go! gira en torno al estilo de vida de dos jóvenes caninos, Tag Barker y Scooch Pooch, en su ciudad de Pawston.

## Personajes
- Tag Barker (Tag Patas en Hispanoamérica) (Voz por: Michela Luci;[2] Melissa Gutiérrez en Hispanoamérica;[6] Sofia Heras en España) una perra naranja de 6 años[7] de la raza Beagador. Tag es la única perra que aparece en todos los episodios y segmentos, y es muy enérgico y abierto. Ella es experta en hacer inventos.
- Scooch Pooch (Scoochi Poochi en Hispanoamérica; Chuchi Chucho en España) (Voz por: Callum Shoniker;[2] Sebastián Albavera en Hispanoamérica;[6] Elena Jiménez en España) un perrito azul de 6 años[7] de la raza Terrier. Scooch es un nuevo vecino en la ciudad de Pawston (ya que se mudó de una granja), y es más tímido y reservado en comparación con Tag. Es el mejor amigo de Tag.
- Ma Barker (Ma Patas en Hispanoamérica; Mamá Barker en España) (Voz por: Katie Griffin; Graciela Malanche en Hispanoamérica;[6] Conchi López en España) una perra lavanda de la raza Beagador.
- Paw Barker (Pa Patas en Hispanoamérica; Papá Barker en España) (Voz por: Martin Roach;[2] Juan Carlos Tinoco en Hispanoamérica;[6] Jose Escobosa en España) un perro marrón de la raza Beagador.
- Cheddar Biscuit (Galletita en Hispanoamérica; Manchitas en España) (Voz por: Tajja Isen;[2] María José Guerrero en Hispanoamérica;[6] Sara Heras en España) una perra blanca con lunares de 7 años[7] de la raza Beagador.
- Spike Barker (Spiker en Hispanoamérica) (Voz por: Lyon Smith[2] Marc Winslow en Hispanoamérica;[6] Diego Del Arco en España) un perro rojo de la raza Beagador. Spike dejó Race Cadets para unirse a Space Cadets, y es el hermano de Tag, Cheddar Biscuit, Gilber y Yip Barker. Es muy deportista y le gustan los deportes.
- Gilber Barker (Gilbert Patas en Hispanoamérica; Gilbert en España) (Voz por: Lyon Smith;[2] Diego Becerril en Hispanoamérica;[6] Carlos Bautista en España) un perro amarillo de la raza Beagador. Es el hermano de Tag, Cheddar Biscuit, Spike y Yip Barker. A menudo trabaja junto a Cheddar Biscuit cuando ella actúa o compite contra Tag.
- Grandma Marge Barker (Abuela Patas en Hispanoamérica) (Voz por: Judy Marshank; Diana Alonso en Hispanoamérica;[6] Mercedes Espinosa en España) una perra púrpura vieja de la raza Beagador. Ella es la matriarca de la familia Barker y es la abuela de Tag, Cheddar Biscuit, Gilbert, Spike y Yip Barker.
- Grandpaw Mort Barker (Abuelo Patas en Hispanoamérica) (Voz por: Patrick McKenna; Óscar Bonfiglio en Hispanoamérica;[6] Roberto Cuenca en España) un perro beige viejo de la raza mixta entre Beagle y Basset hound. Es el abuelo de Tag, Cheddar Biscuit, Gilber, Spike y Yip Barker.
- Yip Barker (Yip Patas en Hispanoamérica) un perrito púrpura de la raza Beagador. Es el hermano menor de Tag, Cheddar Biscuit, Spike y Gilber Barker.
- Sgt Pooch (Sargento Poochi en Hispanoamérica; Sargento Chucha en España) (Voz por: Linda Ballantyne; Berenice Ruiz en Hispanoamérica;[6] Diana Torres en España) una perra azul de la raza Terrier que es la madre de Scooch y un oficial de policía en Pawston.
- Frank (Bobby en España) (Voz por: David Berni; Abraham Vega en Hispanoamérica; César Alfredo Díaz (1.ª-3.ª) y César Capilla (4.ª) en España) un perro de anteojos amarillos de la raza mixta entre Beagle y Dachshund.
- Beans (Frijol en Hispanoamérica; Bobo en España) (Voz por: Anand Rajaram; Juan Carlos González en Hispanoamérica;[6] Roberto González en España) un perro verde grande de la raza Bobtail.
- Lady Lydia (Voz por: Linda Ballantyne; Gaby Guzmán en Hispanoamérica;[6] Yolanda Pérez Segoviano en España) un caniche rosa que es la famosa en Pawston por tener la mayor cantidad de sombreros que cualquier perro en la ciudad.
- Sam Whippet (Voz por: Joshua Graham; Juan José Hernández en Hispanoamérica;[6] Antonio Villar en España) un perro azul de la raza Galgo inglés.
- Mayor Sniffington (Alcaldesa Olfato en Hispanoamérica; Alcaldesa Olisquesa en España) (Voz por: Linda Ballantyne; Irina Indigo en Hispanoamérica;[6] Gemma Martín en España) una perra púrpura de la raza mixta entre Beagador y Pug. Ella es la alcaldesa de Pawston.
- The Barkapellas un trío de perros que cantan armónicamente en lugar de hablar. Los tres presenta mohawks y usa corbatas, cuellos de camisa y puños de traje.
  - Tenor (Voz por: Paul Buckley; Nando Fortanell en Hispanoamérica[6]) un perro naranja alto.
  - Bass (Bajo en Hispanoamérica) (Voz por: Reno Selmser; Jair Campos en Hispanoamérica[6]) un perro pequeño púrpura que sabe hacer beatbox.
  - Alto (Voz por: Zoe D'Andrea; Esther Leal en Hispanoamérica[6]) una perra cian de tamaño mediano.

## Producción
La serie se anunció por primera vez en 2019 como parte de siete programas preescolares originales de Netflix dirigidos a niños de 2 a 6 años. Originalmente iba a ser lanzado a fines de 2020, pero se retrasó hasta enero del año siguiente. La primera temporada consta de nueve episodios, cada uno de 24 minutos de duración. Todos los episodios incluyeron 2 historias de 11-12 minutos, aunque los episodios 6, 9 y 18 son de 2 partes y el episodio 10 es un episodio completo.

## Lanzamiento
Go, Dog. Go! está programado para estrenarse el 26 de enero de 2021 en Netflix. Se lanzó un avance el 6 de enero de ese mismo año.

## Recepción

### Crítica
La reseña, que es de Common Sense Media, le da a la serie 4 de 5 estrellas y el descargo de responsabilidad: "Aventuras de perros con montones de risas preescolares".

### Premios y nominaciones
| Año  | Premio                 | Categoría                                                    | Candidato(s)                                                                 | Resultado | Ref.          |
| ---- | ---------------------- | ------------------------------------------------------------ | ---------------------------------------------------------------------------- | --------- | ------------- |
| 2021 | Leo Awards             | Mejor Dirección de Serie de Animación                        | Andrew Duncan y Kiran Sangherra "Clucky Day / Take Me Out To The Fetch Game" | Nominada  | [ 11 ]        |
| 2022 | ACTRA Award            | Rendimiento excepcional – Género no conforme o voz masculina | Joshua Graham como Sam Whippet "Dog The Right Thing"                         | Ganador   | [ 12 ] [ 13 ] |
| 2022 | ACTRA Award            | Rendimiento excepcional – Género no conforme o voz masculina | Anand Rajaram como Beans "Clucky Day / Take Me Out To The Fetch Game"        | Nominado  | [ 12 ] [ 13 ] |
| 2022 | Canadian Screen Awards | Mejor Programa o Serie de Animación                          | Go, Dog. Go!                                                                 | Nominado  | [ 14 ]        |